# Antinomia (diritto)
Una antinomia, nel diritto, indica un conflitto tra norme giuridiche diverse che si ricollegano ad una medesima fattispecie
in modo logicamente incompatibile tra loro.
Nell'antinomia, dunque, c'è un eccesso di norme a differenza della lacuna in cui c'è un'assenza di norme.

## Il principio di coerenza dell'ordinamento giuridico
Una disposizione è un enunciato sintatticamente condizionale, che riconduce una conseguenza giuridica ad una fattispecie astratta.

Tradizionalmente, i conflitti tra norme si inseriscono nella tematica dell'interpretazione e la presuppongono, nel senso che l'ordinamento non conosce antinomie prima dell'interpretazione, e quando quest'ultima è avvenuta, l'antinomia è stata già individuata e risolta.

Il conflitto normativo consiste nella contemporanea vigenza di due o più disposizioni contraddittorie che - in astratto - si elidono a vicenda.

Il mantenimento della coerenza dell'ordinamento è tra le funzioni essenziali della giurisprudenza, anche quando questa si esprime secondo equità, perché la coerenza dell'ordinamento è un valore costituzionalmente protetto, su cui si basa l'affidamento del cittadino.

In ordine alla portata del principio di coerenza, la Corte costituzionale italiana si è più volte espressa richiamando l'attenzione degli operatori giuridici:
- sulla necessità di non ledere l'affidamento del cittadino con «disposizioni che trasmodino in un regolamento irrazionale di situazioni fondate su leggi precedenti»: il monito è riferibile a situazioni soggettive in materia pensionistica, in materia di diritti acquisiti nel pubblico impiego, nella materia processuale, ecc. (cfr. Corte costituzionale, sentenza n. 416 del 1999);
- sull'esigenza di evitare un «gravemente caotico atteggiamento interpretativo degli organi giudiziari» che «può rendere scusabile l'ignoranza della legge penale» (cfr. Corte Costituzionale, sentenza n. 283 del 1986);
- sull'esistenza di un dovere professionale del giudice di conoscere la giurisprudenza, al fine di mantenere la coerenza dell'ordinamento secondo la regola dello stare decisis propria degli ordinamenti di Common Law (cfr. Corte costituzionale, sentenza n. 283 del 1986).

## Classificazione delle antinomie
Secondo la classificazione del Roselli, le antinomie normative si dividono in:
1. antinomie normative assolute che, dal punto di vista della logica giuridica, sono indecidibili. Si pensi ad esempio a due norme N-1 ed N-2, laddove N-1 qualifica come lecito il divorzio e lo disciplina, mentre N-2 lo qualifica come illecito e lo sanziona. Le due norme prevedono dunque conseguenze giuridiche incompatibili che si sovrappongono interamente, ed in tal caso la fattispecie concreta è suscettibile di diverse ed opposte soluzioni: si tratta cioè di una fattispecie indecidibile, che - se sottoposta a diversi giudici - può dar luogo a contrasti di giurisprudenza, con evidente violazione del principio di uguaglianza e certezza del diritto.
2. antinomie normative unilaterali che, dal punto di vista della logica giuridica, sono parzialmente indecidibili. Ad esempio, si pensi alla norma N-1 che qualifica come illecito l'aborto, mentre la norma N-2 qualifica lecito l'aborto terapeutico. In questo caso, la fattispecie disciplinata dalla norma N-2 è interamente compresa nella fattispecie disciplinata dalla norma N-1, ed il conflitto è solo apparente, in quanto l'illiceità si presenta solo con riferimento a N-1.

## Tecniche di risoluzione delle antinomie
Gli ordinamenti giuridici contengono tradizionalmente tecniche di risoluzione delle antinomie normative di tipo ermeneutico, basate cioè sull'interpretazione delle norme:
- il criterio gerarchico,  espresso dal brocardo "lex superior derogat inferiori", secondo il quale prevale la norma posta dalla fonte del diritto sovraordinata secondo la gerarchia delle fonti esistente nell'ordinamento. La scelta del criterio gerarchico, e quindi della norma gerarchicamente superiore, implica l'annullamento dell'altra (o delle altre) norme in conflitto, che perderà dunque validità (se si tratta esclusivamente di una fonte-atto) o illegittimità (se si tratta anche di una fonte-fatto). Gli effetti dell'annullamento operano anche per quei rapporti giuridici ancora in corso, che non si sono dunque esauriti (un rapporto giuridico è esaurito quando è decaduto, andato in prescrizione o passato in giudicato);
- il criterio della competenza, secondo il quale il Giudice dovrà adottare la norma a cui è riservata la competenza sulla disciplina della fattispecie oggetto di giudizio del Giudice stesso: il principio della Riserva di Legge ci dice a quale legge è riservata la disciplina di una materia.
- il criterio di specialità, espresso dal brocardo "lex specialis derogat generali", secondo il quale prevale la norma più specifica, ossia quella la cui fattispecie è contenuta nella fattispecie dell'altra: opera il principio della Deroga.
- il criterio cronologico, espresso dal brocardo "lex posterior derogat priori", secondo il quale prevale la norma entrata in vigore successivamente, ossia la più recente. Gli effetti giuridici di questa scelta consistono nell'abrogazione delle norme in conflitto che perderanno dunque efficacia, cioè non producono più effetti giuridici. Per l'abrogazione, al contrario dell'annullamento (ma salvi i casi sopra citati), è valido il principio di irretroattività, seppur non espressamente riportato nella Costituzione (che ne fa riferimento esclusivamente in materia penale), secondo cui gli effetti dell'abrogazione operano dal momento istantaneo in poi.

L'esistenza di tali criteri non assicura, di per sé, la coerenza dell'ordinamento giuridico: non si può infatti escludere l'esistenza di antinomie alle quali non si possa applicare alcun criterio o si possano applicare più criteri con risultati contraddittori (salvo esista una norma che stabilisce quale criterio in questo caso debba prevalere).
Secondo vari autori, inoltre, i criteri suddetti non sarebbero applicabili ai principi generali per i quali si dovrebbe ricorrere alla diversa tecnica del bilanciamento degli interessi.